# Dorival Guidoni Júnior
Doriva, teljes nevén: Dorival Guidoni Júnior (Nhandeara, 1972. május 28. –), brazil válogatott labdarúgó, edző.
A brazil válogatott tagjaként részt vett az 1997-es Copa Américán, az 1998-as CONCACAF-aranykupán és az 1998-as világbajnokságon.

## Sikerei, díjai

### Játékosként
São Paulo
- Copa CONMEBOL (1): 1994
- Copa Libertadores (1): 1993
- Recopa Sudamericana (2): 1993, 1994
- Supercopa Sudamericana (1): 1993
- Interkontinentális kupa (1): 1993

XV de Piracicaba
- Brazil harmadosztály (1): 1995

Atlético Mineiro
- Copa CONMEBOL (1): 1997

FC Porto
- Portugál bajnok (2): 1997–98, 1998–99
- Portugál kupa (1): 1997–98
- Portugál szuperkupa (1): 1998

Celta Vigo
- UEFA Intertotó-kupa (1): 2000

Middlesbrough
- Angol ligakupa (1): 2002–03
- UEFA-kupa döntő (1): 2005–06

Brazília
- Világbajnoki döntős (1): 1998
- Konföderációs kupa (1): 1997
- CONCACAF-aranykupa bronzérmes (1): 1998

### Edzőként
Ituano
- Paulista bajnok (1): 2014

Vasco da Gama
- Carioca bajnok (1): 2015